# Kant (cràter)

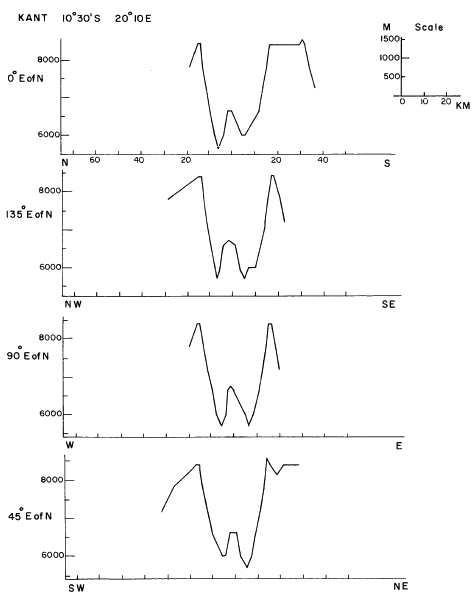
Perfils transversals del cràter Kant

Kant és un petit cràter d'impacte lunar que es troba al nord-oest del prominent cràter Ciril i d'Averrois de grandària comparable. Al nord-oest es troba Zöllner, i a l'est apareix el Mons Penck. Aquest últim element forma un promontori muntanyenc que aconsegueix una altura d'aproximadament 4 km.
|  |  |

Aquest cràter té una vora ben definida i una mica desigual sent aproximadament de forma circular. Les parets interiors tenen una albedo més alta que la superfície circumdant, donant-li un aspecte més lleuger. Parts de la paret interior han caigut sobre el sòl interior, produint una superfície irregular. En el punt central de l'interior es troba una petita elevació central, amb un cràter en el cim, donant l'aparença d'un volcà terrestre, encara que el pic probablement no sigui volcànic.

## Cràters satèl·lit
Per convenció aquests elements són identificats en els mapes lunars posant la lletra en el costat del punt central del cràter que està més proper a Kant.
|      | \| Kant \| Coordenades \| Diàmetre \| \| ---- \| ------------------------------------ \| -------- \| \| B \| 9° 42′ S, 18° 36′ E / 9.7°S,18.6°E \| 16 km \| \| C \| 9° 18′ S, 22° 06′ E / 9.3°S,22.1°E \| 20 km \| \| D \| 11° 30′ S, 18° 42′ E / 11.5°S,18.7°E \| 52 km \| \| G \| 9° 12′ S, 19° 30′ E / 9.2°S,19.5°E \| 32 km \| \| H \| 9° 06′ S, 20° 48′ E / 9.1°S,20.8°E \| 7 km \| \| N \| 9° 54′ S, 19° 42′ E / 9.9°S,19.7°E \| 10 km \| \| O \| 12° 00′ S, 17° 12′ E / 12.0°S,17.2°E \| 7 km \| \| P \| 10° 48′ S, 17° 24′ E / 10.8°S,17.4°E \| 5 km \| \| Q \| 13° 06′ S, 18° 48′ E / 13.1°S,18.8°E \| 5 km \| \| S \| 11° 30′ S, 19° 42′ E / 11.5°S,19.7°E \| 5 km \| \| T \| 11° 18′ S, 20° 12′ E / 11.3°S,20.2°E \| 5 km \| \| Z \| 10° 24′ S, 17° 30′ E / 10.4°S,17.5°E \| 3 km \| |          |
| Kant | Coordenades | Diàmetre |
| B    | 9° 42′ S, 18° 36′ E / 9.7°S,18.6°E | 16 km    |
| C    | 9° 18′ S, 22° 06′ E / 9.3°S,22.1°E | 20 km    |
| D    | 11° 30′ S, 18° 42′ E / 11.5°S,18.7°E | 52 km    |
| G    | 9° 12′ S, 19° 30′ E / 9.2°S,19.5°E | 32 km    |
| H    | 9° 06′ S, 20° 48′ E / 9.1°S,20.8°E | 7 km     |
| N    | 9° 54′ S, 19° 42′ E / 9.9°S,19.7°E | 10 km    |
| O    | 12° 00′ S, 17° 12′ E / 12.0°S,17.2°E | 7 km     |
| P    | 10° 48′ S, 17° 24′ E / 10.8°S,17.4°E | 5 km     |
| Q    | 13° 06′ S, 18° 48′ E / 13.1°S,18.8°E | 5 km     |
| S    | 11° 30′ S, 19° 42′ E / 11.5°S,19.7°E | 5 km     |
| T    | 11° 18′ S, 20° 12′ E / 11.3°S,20.2°E | 5 km     |
| Z    | 10° 24′ S, 17° 30′ E / 10.4°S,17.5°E | 3 km     |